# Ворвулєв Микола Дмитрович
Микола Дмитрович Ворвулєв (рос. Николай Дмитриевич Ворвулев; 9 (22) січня 1917, Павловськ — 29 серпня 1967, Київ) — білоруський і український співак (баритон), Народний артист Білорусі (1954), Народний артист СРСР (1956). Батько хорового диригента Володимира Ворвулєва.

## Біографія
Народився 9 (22 січня) 1917 року в місті Павловськ (нині Воронезька область Росії). Брав уроки співу в Мінську в В. Ф. Карина. Був учасником червоноармійській художньої самодіяльності (з 1939 року — соліст Ансамблю пісні і танцю Білоруського військового округу). У 1946 році дебютував в партії Ескамільо («Кармен» Бізе) на сцені Білоруського театру опери та балету, одночасно займався в Мінській консерваторії по класу співу Є. Е. Вітінга. В 1956 році отримав звання Народного артиста СРСР. У 1957—1967 роках — соліст Українського театру опери та балету імені Т. Г. Шевченка в Києві. Гастролював за кордоном з 1955 року (Польща, Югославія, НДР, Англія).
Депутат Верховної Ради БРСР 4-го та 5-го скликань, депутат Верховної Ради УРСР 5-го скликання. Нагороджений двома орденами Леніна, трьома іншими орденами, медалями.

Могила Миколи Ворвулєва

Жив у Києві. Помер 29 серпня 1967 року. Похований на Байковому кладовищі.

## Творчість
Партії:
- Демон («Демон» Рубінштейна);
- Грязной («Царева наречена» Римського-Корсакова);
- Онегін, Роберт, Томський («Євгеній Онегін», «Іоланта», «Пікова дама» Чайковського);
- Амонасро, Ріголетто, Жєрмон («Аїда», «Ріголетто», «Травіата» Верді);
- Валентин («Фауст» Гуно);
- Ескамільо («Кармен» Бізе);
- Сільвіо («Паяци» Леонкавалло);
- Тельрамунд («Лоенгрін» Вагнера);
- Максим («Арсенал» Майбороди);
- Кастусь («Кастусь Калиновський» Лукаса).
- Богдан Хмельницький («Богдан Хмельницький» Данькевича)

Наспівав на грамплатівки дві українські народні пісні («Ой чого ти, дубе», «Удовицю я любив»), а також ряд оперних арій і романсів російських та зарубіжних, композиторів (фірма «Мелодія», СРСР).

Меморіальна дошка на честь Миколи Ворвулєва на будинку в Києві, де він жив

## Пам'ять
У 1994 році на фасаді будинку в Києві (вул. Б. Хмельницького 47), де проживав співак, встановлено бронзову меморіальну дошку з барельєфним портретом Ворвулєва (скульптор
Ю. Багаліка, архітектор Р. Кухаренко).